# Varanus prasinus
Varanus prasinus, também conhecido como Varano-arborícola-esmeralda ou Lagarto-esmeralda, é uma espécie de lagarto varano da família varanidae que habita as florestas da Austrália, Nova Guiné e ilhas próximas. Possui entre 75 centímetros e um metro de comprimento e escamas verdes com listras de tons escuros nas costas.
Arborícola, ele passa boa parte do tempo nos galhos das árvores. Seu corpo é alongado e a cauda é longa e preênsil. Trata-se de um caso único entre os lagartos varanos, pois é a única espécie com hábitos sociais e também a única a incluir frutas em seu cardápio, além é claro de artrópodes, pequenos mamíferos e aves.